# Lucio Rubelio Gémino
Lucio Rubelio Gémino (en latín: Lucius Rubellius Geminus) fue un senador del Alto Imperio romano natural de Tíbur (Italia), que desarrolló su cursus honorum en la primera mitad del siglo I, bajo los imperios de Augusto y Tiberio.

## Familia
Era hermano de Gayo Rubelio Blando, consul suffectus en 18, bajo Tiberio.

## Carrera
Su único cargo conocido fue el de consul ordinarius en 29, también bajo Tiberio.